# Allorhynchium radiatum
Allorhynchium radiatum (лат.) — вид одиночных ос рода Allorhynchium из семейства Vespidae (Eumeninae). Эндемик Китая. Видовое название в переводе с латыни означает «радиация» и связано с заметным признаком (жёлтый трилистник) на лице голотипа, напоминающей знак печально известной пиктограммы «ядерное излучение».

## Распространение
Юго-Восточная Азия: Китай (Hong Kong).

## Описание
Небольшие темно-окрашенные осы, длина тела 13 мм, длина переднего крыла 13,5 мм. Брюшко с коротким широким стебельком T1 (петиоль), который лишь немного уже второго тергита. Первый тергит T1 в базальной части с поперечным килем. Тергиты T2-T4 апикально без ламеллы. Основная окраска всего тела чёрная, с несколькими мелкими жёлтыми отметинами на голове, груди. Средние голени с одной вершинной шпорой. Вид был впервые описан в 2019 году группой энтомологов из Китая (Ting-Jing Li; Chongqing Normal University, Чунцин), Гонконга (Christophe Barthélémy) и США (Джеймс Карпентер; American Museum of Natural History, Нью-Йорк).